# Плесновка
Плесновка — село в Богучарском районе Воронежской области.
Входит в состав Первомайского сельского поселения.

## Население
| 2000 | 2005 | 2010 |
| ---- | ---- | ---- |
| 280  | ↘269 | ↗296 |

## География

### Улицы
- ул. Заозерная,
- ул. Ленина,
- ул. Октябрьская,
- ул. Советская.